# Вімблдонський турнір 1886
Вімблдонський турнір 1886 — 10-й розіграш Вімблдону. Турнір тривав з 3 до 17 липня. Генрі Джонс залишив місце судді після 9 років і був замінений колишнім тенісистом Джуліаном Маршалом.

## Дорослі

### Чоловіки, одиночний розряд
Вільям Реншоу переміг у фіналі  Герберта Лоуфорда, 6–0, 5–7, 6–3, 6–4.

### Жінки, одиночний розряд
Бланш Бінґлі перемогла у фіналі  Моуд Вотсон, 6–3, 6–3.

### Чоловіки, парний розряд
Вільям Реншоу /  Ернест Реншоу перемогли у фіналі пару  Клод Фаррер /  Артур Стенлі, 6–3, 6–3, 4–6, 7–5.